# Cyanea capillata
Méduse à crinière de lion, Cyanée capillaire
Espèce
La Méduse à crinière de lion ou Cyanée capillaire (Cyanea capillata) est une espèce de cnidaires, de la famille des Cyaneidae.

## Description
La Méduse à crinière de lion est l’une des plus grandes méduses au monde. Son diamètre varie de 50 cm à 2 m, et ses tentacules peuvent mesurer 30 m de long (le plus grand spécimen connu mesurait 2,4 m de diamètre et 36,5 m de long) et atteindre le nombre de 800. Sa couleur change suivant l'âge : rose ou jaune pour les jeunes, orange, rouge et brun lorsqu'elles sont âgées.

## Alimentation
Ces méduses se nourrissent de zooplancton, de petits poissons et de cténophores qu'elles attrapent grâce à leurs tentacules et qu'elles amènent à leurs bras oraux pour y être digérés.

## Répartition
La Méduse à crinière de lion est septentrionale et préfère les eaux froides : on la trouve à l'intérieur du cercle arctique, dans le Pacifique Nord (du Japon à la Californie) et dans l'Atlantique Nord (entre l'Europe du Nord et le nord des États-Unis). On peut aussi en observer dans d'autres mers à cause des courants marins. Ces méduses se trouvent toujours dans les vingt premiers mètres sous la surface de l'eau. On les retrouve parfois en grands groupes, principalement en raison des tempêtes, les forts courants provoqués par les vents les amenant dans une même zone.

## Piqûre
Leurs piqûres peuvent provoquer des ampoules, des irritations et des crampes musculaires et peuvent aller jusqu'à affecter la respiration et le fonctionnement du cœur (ses tentacules piquent même lorsque l'animal est échoué depuis longtemps).

## Galerie

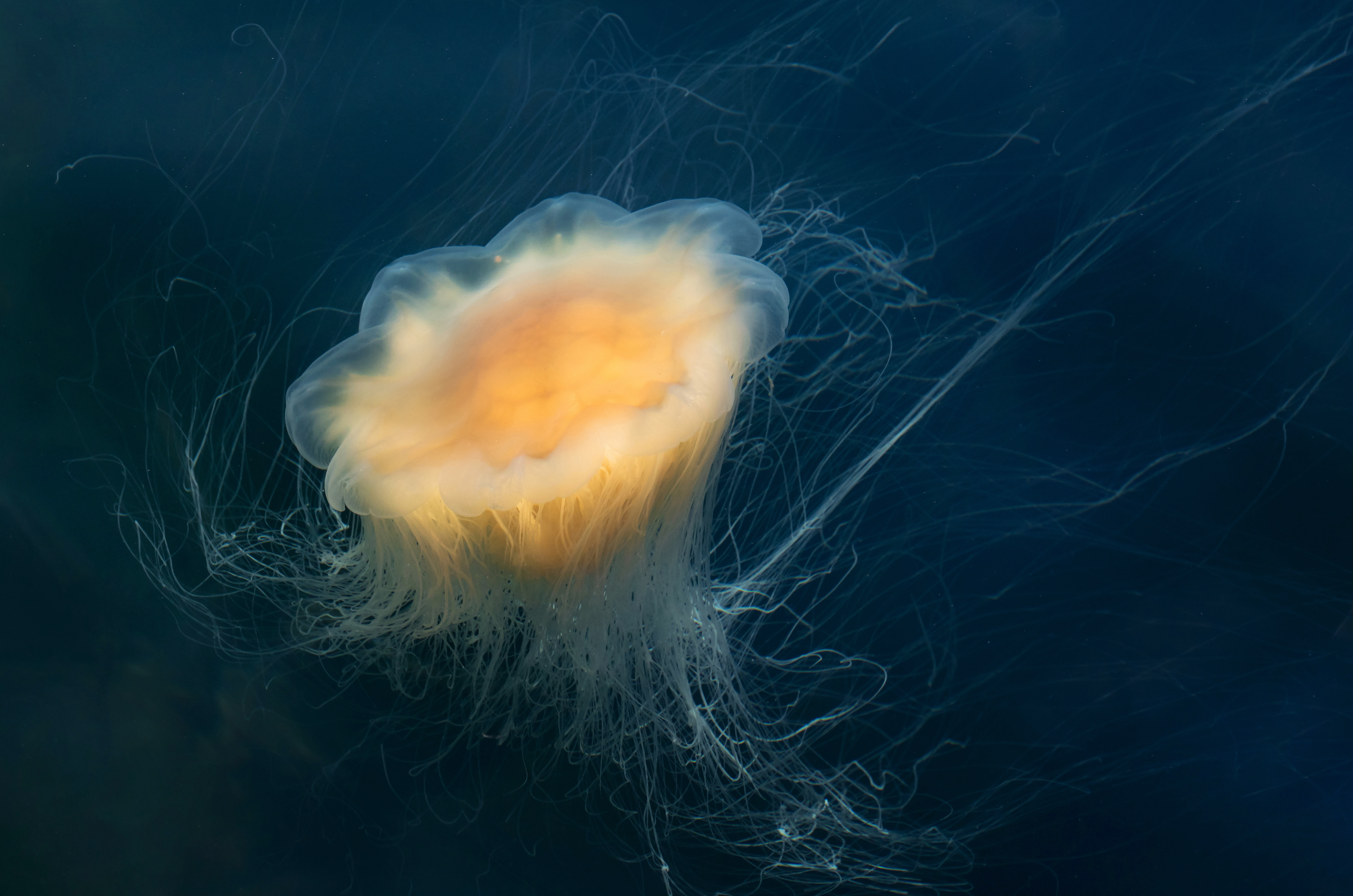
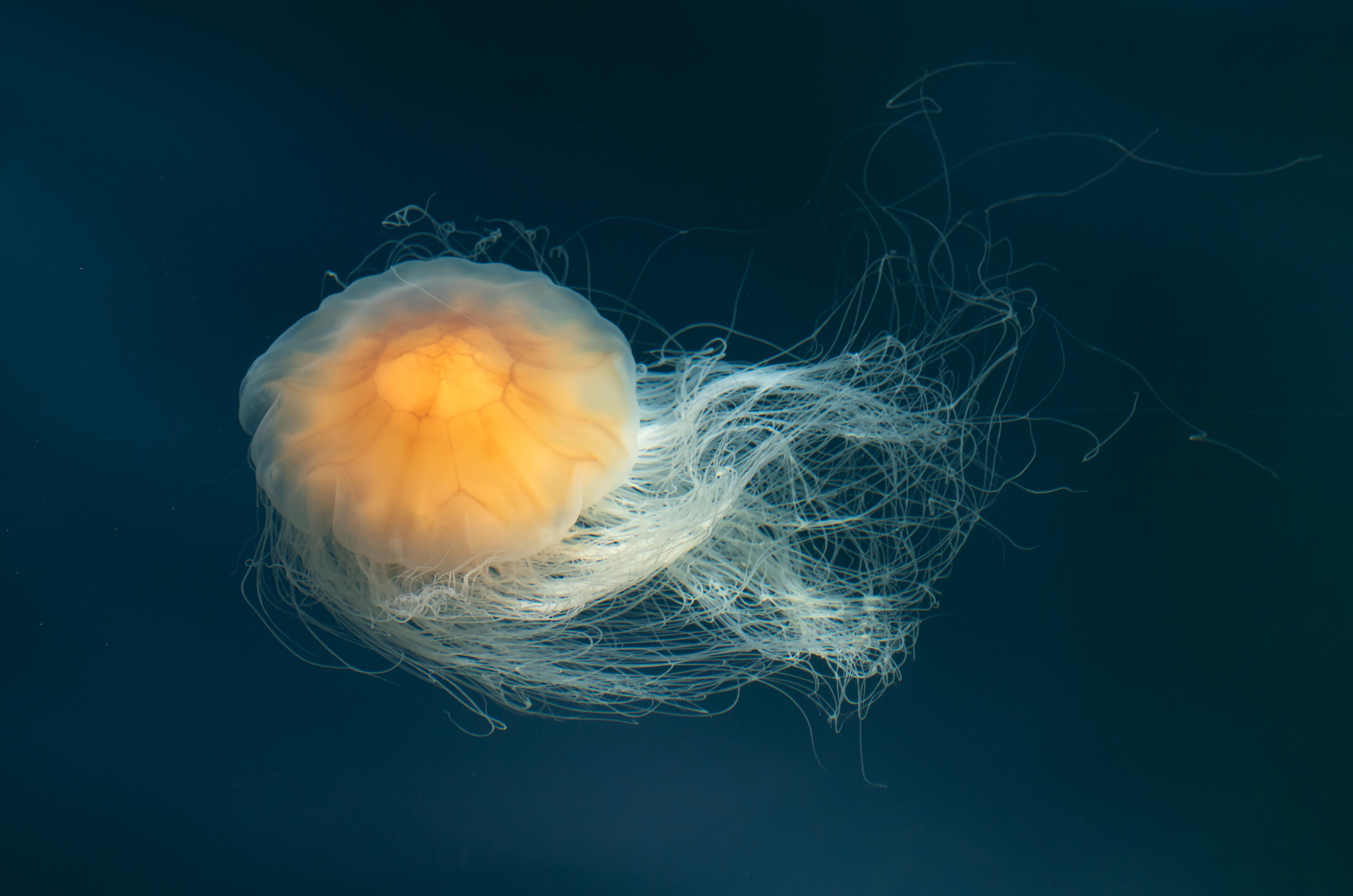
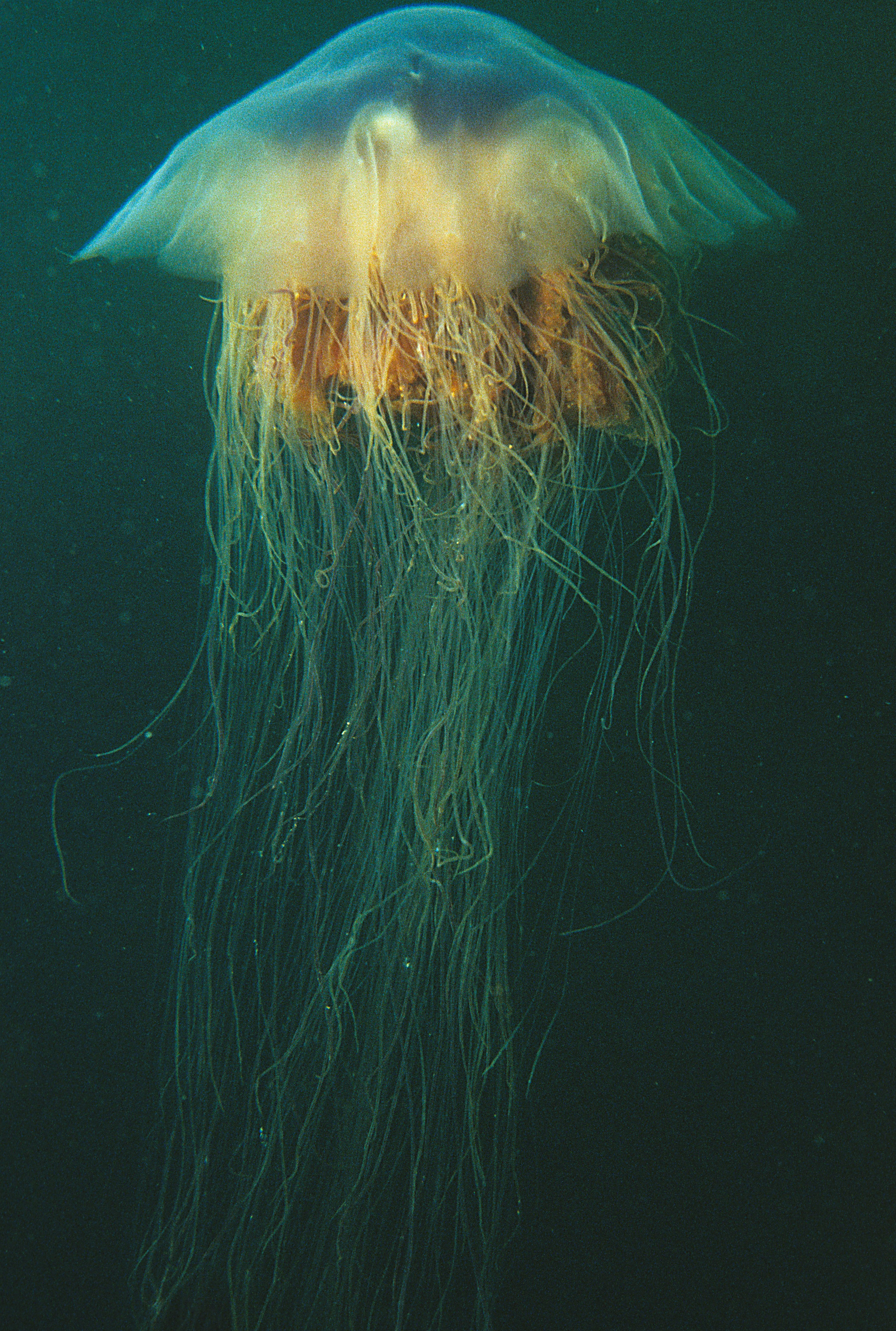

## Dans la culture
La méduse venimeuse et meurtrière de La Crinière du lion, de Conan Doyle, est une méduse à crinière de lion. Dans cette aventure de Sherlock Holmes, elle tue une première victime ainsi que son chien avant d'en blesser gravement une autre.